# منوح
منوح هو شخصية تظهر في سفر القضاة 13:1-23 و14:2-4 من الكتاب العبري. واسمه يعني «الراحة» أو «الهدوء».

## العائلة
وفقاً للرواية التوراتية، كان منوح من سبط دان وعاش في مدينة زورا، تزوج من امرأة واحدة التي كانت عاقراً. ولم يذكر اسمها في الكتاب المقدس، لكن يعتقد أن اسمها ربما كان حزليليوني. كانت ابنة إيتام وشقيقة إشما.
منوح وزوجته كانا والدي البطل الجبار شمشون. وفقاً للتقاليد الحاخامية، فقد كان لهما ابنة تدعي ناشيان.

## مولد شمشون
لم يرزق منوح وزوجته بأطفال، لكن ملاك الرب ظهر للزوجة وبشرها بأنها ستلد ولداً. ولكون الطفل مكرّس للمسيحية، فقد كان ينطوي الأمر على اتباعه نظاماً غذائياً معيناً، وقد أعلم الملاك الزوجة بالتفاصيل. أخبرت المرأة زوجها بالقصة. فصلى منوح وعاد الملاك لإرشاد كليهما. بعد أن غادر الملاك، أخبر منوح زوجته «لا بد أن نموت، فقد رأينا الله».
حاول منوح وزوجته ثني شمشون عن الزواج من امرأة فلستية، لكنهما سافرا معه إلى تمنة للاحتفال بالزواج.
لقصة مولد شمشون أهمية خاصة لبعض المسيحيين خاصة الكاثوليك، لوجود شبه بين قصته وقصة البشارة لمريم العذراء.
بعد وفاة شمشون، استعادت عائلته جسده ودفنته بالقرب من قبر منوح..

## في الثقافة
- في فيلم شمشون (فيلم 1914) الذي أنتج عام 1914، لعب الممثل جورج بيريولات دور منوح ولعبت الممثلة لولي وارينتون دور الزوجة.[7]
- في فيلم شمشون ودليلة الذي أنتج عام 1996، لعب الممثل باول فريمان دور منوح، حيث ظهر على أنه رجل فقير طاعن في السن. وكان اسم زوجته (حسب الفيلم) «مارا».